# Comité de rugby Rhône-Métropole de Lyon
Le comité de rugby Rhône-métropole de Lyon est un organe fédéral dépendant de la Fédération française de rugby, chargé d'organiser les compétitions de rugby à XV et à sept dans le département du Rhône et dans la métropole de Lyon.

## Histoire
Le comité est créé en 1977.
En 2015, le département du Rhône et la métropole de Lyon sont scindés en deux collectivités territoriales distinctes mais le comité du rugby est conservé, fidèle à la circonscription départementale du Rhône.
Il est membre du comité territorial du Lyonnais de 1977 à 2016, puis de la Ligue régionale Auvergne-Rhône-Alpes.

## Clubs en activité

### Clubs masculins
| Championnat 2023-2024 | Nombre de clubs | Clubs |
| --------------------- | --------------- | --- |
| Top 14                | 1               | LOU Rugby |
| Pro D2                | 0               | |
| Nationale             | 0               | |
| Nationale 2           | 1               | Stade métropolitain                                                                                          |
| Fédérale 1            | 1               | CS Villefranche-sur-Saône                                                                                    |
| Fédérale 2            | 3               | RC Rillieux, US Meyzieu, Saint-Priest Rugby                                                                  |
| Fédérale 3            | 5               | SC Tarare, Rhône Sportif RXV, AS Ampuis Côte-Rôtie, SO Givors, RC Belleville                                 |
| Régionale 1           | 5               | Arcol Rugby, EMS Bron XV, Club Omnisport de Lyon, Olympique Saint-Genis Laval, Rugby Entente Est Lyonnais XV |
| Régionale 2           | 5               | AS Cours-la-Ville Rugby, Pays de l'Arbresle RC, RC Pays d'Ozon, US Vénissieux, Chassieu Rugby                |
| Régionale 3           | 5               | RC Mions, Rugby des Monts, RC Val de Saone, Ovale Reins Amplepluis, RC Rhodanien                             |

| \| Légende · Top 14 · Pro D2 · Nationale · Nationale 2 · Fédérale 1 · Fédérale 2 Lyon OU Stade métropolitain CS Villefranche-sur-Saône US Meyzieu RC Rillieux Saint-Priest rugby \| Clubs évoluant dans des divisions nationales en 2023-2024. |
| Légende · Top 14 · Pro D2 · Nationale · Nationale 2 · Fédérale 1 · Fédérale 2 Lyon OU Stade métropolitain CS Villefranche-sur-Saône US Meyzieu RC Rillieux Saint-Priest rugby                                                                  |

### Clubs féminins
| Championnat 2023-2024 | Nombre de clubs | Clubs                                                                           |
| --------------------- | --------------- | ------------------------------------------------------------------------------- |
| Élite 1               | 1               | LOU Rugby                                                                       |
| Élite 2               | 0               |                                                                                 |
| Fédérale 1            | 1               | Entente Bron-REEL XV                                                            |
| Fédérale 2            | 4               | AS Ampuis Côte-Rôtie, Olympique Saint Genis Laval, US Venissieux, Rhône Sportif |

| \| Légende · Elite 1 · Elite 2 · Fédérale 1 Lyon OU Entente Bron-REEL XV \| Clubs féminins évoluant dans des divisions nationales en 2023-2024. |
| Légende · Elite 1 · Elite 2 · Fédérale 1 Lyon OU Entente Bron-REEL XV                                                                           |

## Clubs disparus

### Clubs masculins
| Club                          | Année de création | Année de fusion/fermeture | Entité suivante           |
| ----------------------------- | ----------------- | ------------------------- | ------------------------- |
| COOL Ecully                   | 1960              | 1996                      | ARCOL                     |
| Tour AC (La Tour de Salvagny) | 1946              | 1996                      | ARCOL                     |
| Racing Club Feyzin            | 1977              | 2002                      | Rugby Club Corbas Feyzin  |
| Rugby Club Corbas             | 1979              | 2002                      | Rugby Club Corbas Feyzin  |
| CS Ozon Rugby                 | 1906              | 2004                      | Rugby Club du Pays d'Ozon |
| RC Ternay Flévieu             | 1970              | 2004                      | Rugby Club du Pays d'Ozon |
| ES Genas A                    | 1964              | 2005                      | REEL XV                   |
| RC Pusignan AIC               | 1981              | 2005                      | REEL XV                   |
| RC Corbas Feyzin              | 2002              | 2007                      | Rugby Club du Pays d'Ozon |
| CO Saint Fons                 | 1909              | 2019                      | Disparition               |
| Chaponnay RC                  | 2006              | 2020                      | Rugby Club du Pays d'Ozon |

### Clubs féminins
| Club | Année de création | Année de fusion/fermeture | Entité suivante |
| ---- | ----------------- | ------------------------- | --------------- |
| -    | -                 | -                         | -               |